# Нобельська сільська рада
Но́бельська сільська́ ра́да — колишній орган місцевого самоврядування в Зарічненському районі Рівненської області. Адміністративний центр — село Нобель.

## Загальні відомості
- Нобельська сільська рада утворена в 1945 році.
- Територія ради: 59,615 км²
- Населення ради: 780 осіб (станом на 2001 рік)
- Водоймища на території, підпорядкованій даній раді: озеро Нобель, озеро Засвітське, річка Прип'ять, річка Стохід.

## Населені пункти
Сільській раді підпорядковані населені пункти:
- с. Нобель
- с. Дідівка
- с. Котира
- с. Млин

## Склад ради
Рада складається з 14 депутатів та голови.
- Голова ради: Ташликович Валентина Миколаївна
- Секретар ради: Юшкевич Ольга Павлівна

### Керівний склад попередніх скликань
| Прізвище, ім'я, по батькові     | Основні відомості                                                                                   | Дата обрання | Дата звільнення |
| ------------------------------- | --------------------------------------------------------------------------------------------------- | ------------ | --------------- |
| Креневич Степан Іванович        | Сільський голова, 1952 року народження, член Української Народної Партії                            | 26.03.2006   | 31.10.2010      |
| Ташликович Валентина Миколаївна | Сільський голова, 1962 року народження, освіта середня спеціальна, член Української Народної Партії | 31.10.2010   |                 |

Примітка: таблиця складена за даними сайту Верховної Ради України